# Emmanuelle Khanh
Emmanuelle Khanh, née Renée Mézière le 12 septembre 1937 à Paris et morte le 17 février 2017 dans la même ville,, est une styliste française, fondatrice d'une entreprise du domaine de la mode portant son nom.
Elle connaît notamment le succès en créant des lunettes dans les années 1970. Elle fut surnommée « la Mary Quant française ».

## Biographie
Orpheline, Emmanuelle Khanh est d’abord mannequin cabine pendant trois ans chez Balenciaga et Givenchy puis chez Givenchy,.
Elle se marie avec l'ingénieur Quasar Khanh en 1957 dont elle a une fille, Atlantique et un fils Othello. Ils forment un couple avant-gardiste et médiatique.
Dans les années 1960, dans un contexte de libération des corps, elle fait partie des trois premières designers à lancer le prêt-à-porter avec Michèle Rosier et Sonia Rykiel, aussi surnommées stylistes yé-yé. Elle débute sa première ligne de vêtements en 1961 et travaille pour Dorothée Bis et Cacharel. Elle abandonne cette carrière pour le stylisme créant des jupes à taille basse et des chemisiers à col allongés pour convenir aux femmes actives. En 1962, elle crée la marque Emma Christie avec Christiane Bailly.
Elle déclare en 1964 que « La haute couture est morte, je veux designer pour la rue... Une sorte de mode socialiste pour la masse populaire,. » Paco Rabanne, en voyant le travail de Khanh ainsi que de Christiane Bailly, demande à travailler avec elles. Elle signe aussi une collection pour Missoni et créé des lunettes de grande taille (oversize), pour mieux revendiquer sa propre myopie : elles sont un succès, portées autant par Catherine Deneuve que David Bowie.
Afin de suivre le mouvement du prêt-à-porter, les catalogues de vente par correspondance La Redoute et les Trois Suisses s'associèrent avec les nouvelles stylistes. La Redoute notamment collabore avec Khanh dès 1966 et promut seize modèles qu'elle avait créé en 1968, dans le mini catalogue de fin, en édition limitée de 100 000 exemplaires.
En 1970, elle lance sa marque à son propre nom. Face à des difficultés financières, les activités cessent en 1995 pour finalement reprendre en 2007 à la suite de la reprise par Didier Mader.

### Mort
Elle meurt d'un cancer du pancréas à Paris le 17 février 2017. Elle est incinérée au crématorium du Père-Lachaise avant d'être inhumée au cimetière de Vaugirard (division 21).